# Ivan Kupčík

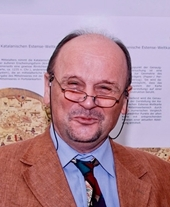
Ivan Kupčík auf der 22. International Conference on the History of Cartography 2007 in Bern.

Ivan Kupčík (* 1. April 1943 in Pardubice; † 3. März 2022 in Prag) war ein tschechischer Kartografiehistoriker.

## Leben
Ivan Kupčík wurde in Pardubice, ca. 100 km östlich von Prag, geboren. Das Studium der Geographie mit Schwerpunkt Kartografie an der Naturwissenschaftlichen Fakultät der Karls-Universität in Prag schloss er mit der der Arbeit Česká a slovenská úřední kartografie 1914–1945 (Czech and Slovak Official Cartography 1914–1945). als RNDr. ab. Danach arbeitete er am Geographischen Institut der Akademie der Wissenschaften der Tschechischen Republik und zugleich von 1971 bis 1976 als Kartenkurator der Staatskartensammlung in Prag.
1980 emigrierte Ivan Kupčík nach München, wo er beim Bayerischen Hauptstaatsarchiv und im Archiv des Deutschen Museums als wissenschaftlicher Angestellter bis zu seiner Pensionierung im Jahre 2006 tätig war. Von 1993 bis 2006 war er zudem Lehrbeauftragter für Historische Kartographie an der Ludwig-Maximilians-Universität München. Während vieler Jahre betätigte er sich als Korrespondent für die Fachzeitschriften Imago Mundi und Bibliographia Cartographica. Aus der Feder Ivan Kupčíks stammen verschiedene Tagungs- und Ausstellungsberichte, die vor allem in den Zeitschriften Cartographica Helvetica und Kartographische Nachrichten veröffentlicht wurden. Seine umfangreichen Arbeitsergebnisse fanden Eingang in zahlreiche Monographien und Zeitschriftenbeiträge. Ivan Kupčík war ein international anerkannter Experte zur Geschichte der thematischen Karten, Portolankarten, Pilgerkarten und zur Ikonographie der Karten.

## Schriften (Auswahl)
- Česká a slovenská úřední kartografie 1914–1945. Praha1973.[2]
- The state map collection in Prague. In: Imago mundi, Volume 35, 1983 - Issue 1, S. 105 doi:10.1080/03085698308592560.
- Mappae Bavariae. Verlag Anton H Konrad, Weissenhorn 1995, ISBN 978-3-87437-375-3.
- Münchner Portolankarten. „Kunstmann I - XIII“ und zehn weitere Portolankarten. Überarbeitete und ergänzte Neuausgabe des Originalwerkes von Friedrich Kunstmann aus dem Jahr 1859. Deutscher Kunstverlag, München 2010, ISBN 978-3-422-06156-9.
- Portolánový atlas Jaume Olivese (1563) ve Vědecké knihovně v Olomouci. Univerzita Palackého, Olomouc 2010, ISBN 978-80-244-2580-1.
- Alte Landkarten: von der Antike bis zum Ende des 19. Jahrhunderts. Franz Steiner Verlag, Stuttgart 2011, ISBN 978-3-515-09408-5.